# Hans von Ulm (Herrenberg)
Hans von Ulm oder Hans Steinmetz (* um 1460 in Ulm; † 1519 in Herrenberg) war ein hauptsächlich in Württemberg tätiger Maurermeister und Steinmetz, der sich in Herrenberg niederließ.

## Leben
Der richtige Familienname des Maurermeisters, der in den Urkunden als „Hans von Ulm“, „Hans Steinmetz“ oder nur „Kirchenmaurer“ bezeichnet wurde, ist nicht bekannt. Er kam spätestens 1488 mit seiner Frau und einer Tochter nach Herrenberg. Von dem damaligen Stiftspropst Wenzel Melweiß bekam er gerade 1488 den Auftrag, die Stiftskirche zu vollenden. Es galt das Gewölbe der Kirche zu bauen und dringende Reparaturen am früher ausgeführten Mauerwerk vorzunehmen. Hans von Ulm muss sich unmittelbar danach um das Bürgerrecht in Herrenberg beworben und es bald bekommen haben. Als Herrenberger Bürger durfte er sich in Herrenberg niederlassen und war dort ununterbrochen von 1488 bis 1518/19 steuerpflichtig. Die Arbeiten an der Stiftskirche dauerten bis 1493. Hans’ Meisterzeichen befindet sich an einem Schlussstein im südlichen Seitenschiff der Stiftskirche. Hans von Ulm war ein in Herrenberg bewunderter und sehr geschätzter Handwerker. 1492 bekam er noch einen zusätzlichen Auftrag, einen Brunnen zu bauen. Noch vor dem Abschluss der Arbeiten an der Stiftskirche übernahm er 1492 einen größeren Auftrag in Pforzheim. Vielleicht war er deswegen an den Arbeiten an der 1496 fertiggestellten St.-Veit-Kirche in Gärtringen, die dem Stift Herrenberg inkorporiert war, nicht beteiligt.
Hans von Ulm arbeitete erneut an der Stiftskirche, als Melweiß’ Nachfolger Johannes Rebmann 1498 die Arbeiten fortsetzen ließ. Zu diesem Zeitpunkt wurden hauptsächlich das Südportal und die Südsakristei errichtet.
Hans von Ulm hatte wohl nur eine Tochter, die einen Caspar Rumelstein aus Altdorf 1501 heiratete.